# Mikołaj Grochowski
Mikołaj Grochowski herbu Bończa (zm. w 1570 roku) – kanonik katedralny poznański w 1564 roku, prepozyt kolegiaty św. Marii Magdaleny w Poznaniu, proboszcz w Błoniu, proboszcz koniński, profesor Akademii Lubrańskiego w Poznaniu w 1561 roku.
Studiował w Krakowie w 1539 roku, magister artium w 1549 roku.